# Piptocephalis freseniana
Piptocephalis freseniana de Bary – gatunek grzybów z rzędu zwierzomorkowców (Zoopagales). Grzyb mikroskopijny i pasożytniczy. Jest gatunkiem typowym rodziny Piptocephalidaceae.

## Systematyka i nazewnictwo
Pozycja w klasyfikacji według Index Fungorum:
Piptocephalus, Piptocephalidaceae, Zoopagales, Incertae sedis, Zoopagomycetes, Zoopagomycotina, Zoopagomycota, Fungi.
Gatunek ten opisał w 1865 r. Anton de Bary na odchodach zwierzęcych w Niemczech.
Synonimy:
- Piptocephalis corymbifera Vuill. 1887
- Piptocephalis repens Tiegh. & G. Le Monn. 1873

## Morfologia i tryb życia
Występuje głównie na odchodach gryzoni, rzadziej w glebie. Jest pasożytem grzybów z rzędu Mucorales, z których pobiera pokarm za pomocą ssawek. Tworzy kilkukrotnie dichotomicznie rozgałęzione sporangiofory. Na końcowych ich rozgałęzieniach tworzy merosporangia o cylindrycznym kształcie. Zarodniki o różnym kształcie, dojrzałe są uwalniane w postaci suchej lub w kropli cieczy.
W Polsce był wielokrotnie izolowany na grzybie Mucor sp. (pleśniak) rosnącym na odchodach zwierzęcych. W laboratorium można go hodować na bogatym w składniki odżywcze podłożu hodowlanym, takim jak agary MEYE lub Emerson’s YpSs. Do hodowli dobrze nadaje się także płynna pożywka z drożdży Cokeromyces recurvatus.